# Gjoko Taneski
Gjoko Taneski (n. 2 martie 1977, Ohrid, RSF Iugoslavia) este un cântăreț din Macedonia. A fost născut în orașul Ohrid. El și-a reprezentat țara sa la Concursul Muzical Eurovision 2010, care a avut loc în mai 2010 în orașul Oslo, Norvegia, cu melodia „Jas ja imam silata”.